# Медаль Суворова
Меда́ль Суво́рова — государственная награда Российской Федерации. Учреждена Указом Президента Российской Федерации от 2 марта 1994 года № 442 «О государственных наградах Российской Федерации». Автор эскиза медали — заслуженный художник Российской Федерации А. В. Бакланов.
Награда носит имя русского полководца генералиссимуса Александра Васильевича Суворова (1730—1800). Согласно положению о медали, ею награждаются военнослужащие за личное мужество и отвагу, проявленные при защите Отечества и государственных интересов Российской Федерации в боевых действиях на суше, при несении боевой службы и боевого дежурства, при участии в учениях и маневрах, при несении службы по охране государственной границы Российской Федерации, а также за отличные показатели в боевой подготовке и полевой выучке.
Медаль Суворова не имеет аналогов в наградной системе СССР; исследователями она рассматривается как награда для военнослужащих сухопутных войск, однако известны и прецеденты награждения ею военнослужащих ВМФ России. По состоянию на 2014 год количество награждённых медалью Суворова составляло более 60 тысяч.

## Исторический контекст

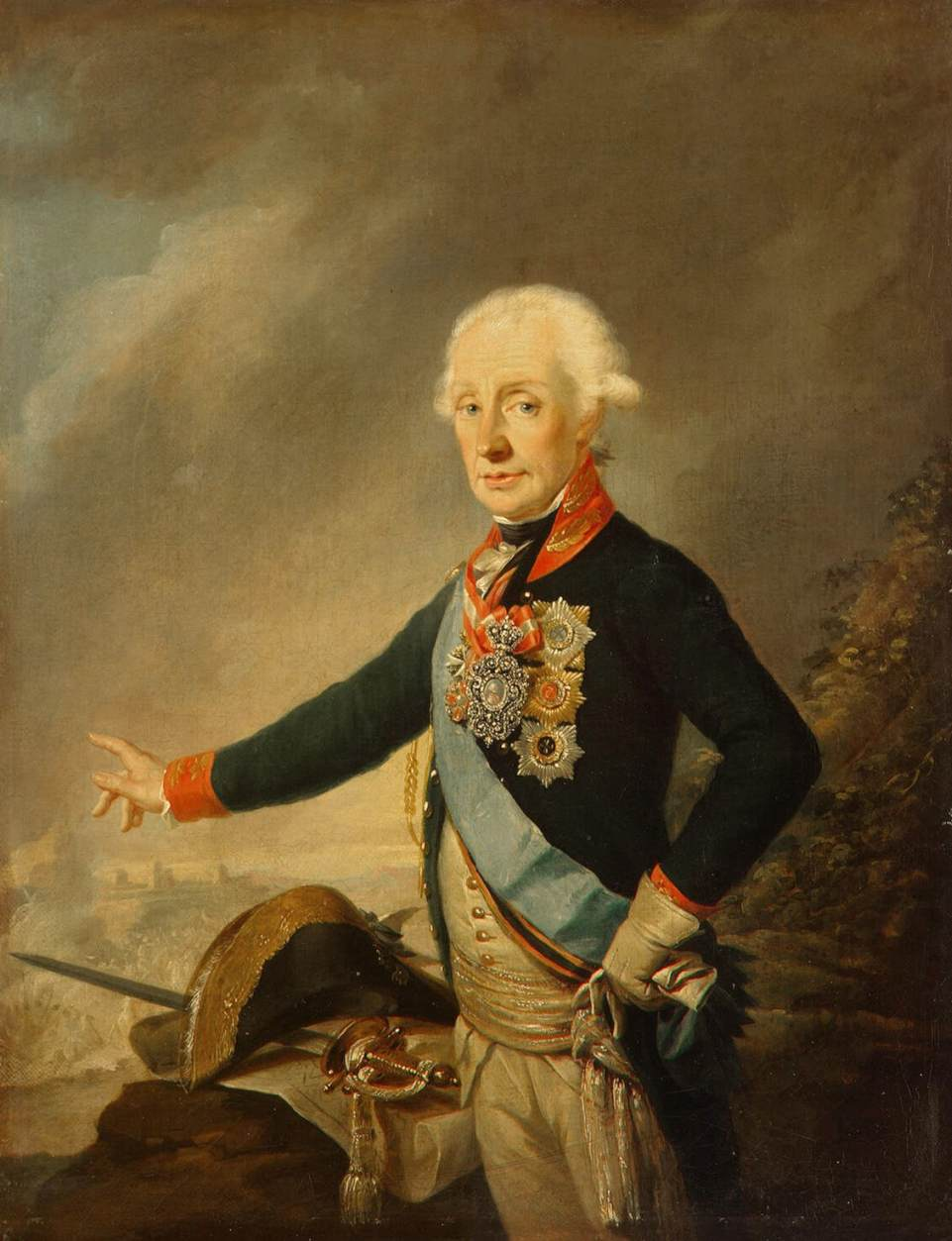
Портрет А. В. Суворова кисти Й. Крейцингера, 1799 год

Александр Васильевич Суворов родился в 1730 году (по другим данным — в 1729 году) в Москве в семье генерал-аншефа Василия Ивановича Суворова. В 1748 году поступил на действительную военную службу, начало его боевой деятельности относится к периоду Семилетней войны (1756—1763). Отличился в ходе Русско-турецкой войны 1768—1774 годов и наиболее полно раскрыл свой военный талант в годы Русско-турецкой войны 1787—1791 годов. В 1797 году уволен в отставку, однако в 1799 году был возвращён на службу; в этом же году в знак признания военных побед военачальника император Павел I присвоил Суворову звание генералиссимуса. Скончался в 1800 году в Санкт-Петербурге.
Всего за всю свою карьеру Суворов дал более 60 сражений и боёв, причём все выиграл. Доктор исторических наук, профессор В. А. Золотарёв подчёркивал, что в достижении данных побед сыграли роль сила воли полководца, умение правильно оценить обстановку и находить верные решения в критических условиях, «идя при необходимости на определённый риск»; также историк отмечал немаловажное влияние передовой стратегии, принятой Суворовым, на успехи в сражениях. По мнению специалистов, Суворов вошёл в российскую военную историю, а также в мировую историю в целом как великий полководец, выдающийся военный теоретик и практик.
Суворов считается одним из основоположников русского военного искусства, создавшим прогрессивную систему взглядов на способы обучения и воспитания войск. К числу военачальников, которые были воспитаны им, относят П. И. Багратиона, М. И. Кутузова, М. А. Милорадовича и А. Г. Розенберга.

## Предпосылки появления и учреждение медали

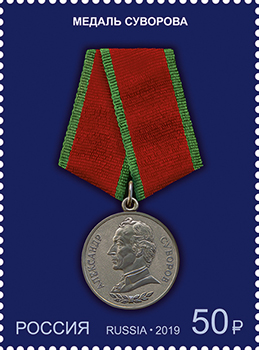
Медаль Суворова на почтовой марке России 2019 года

В годы Великой Отечественной войны в наградной системе СССР появились ордена и медали, носящие имена известных русских военачальников. Так, в июле 1942 года Указом Президиума Верховного Совета СССР был учреждён орден Суворова. Он был предназначен для награждения командиров Красной армии «за выдающиеся успехи в деле управления войсками» и состоял из трёх степеней. В основу проекта награды легла оригинальная авторская работа советского архитектора и художника П. И. Скокана, изобразившего А. В. Суворова в профиль, дабы изображение было более характерным и узнаваемым. После распада СССР орден был сохранён в наградной системе Российской Федерации Указом Президиума Верховного Совета Российской Федерации от 2 марта 1992 года № 2424-1. Указом Президента Российской Федерации от 7 сентября 2010 года № 1099 «О мерах по совершенствованию государственной наградной системы Российской Федерации» были учреждены современные статут и описание ордена.
Медаль, носящая имя А. В. Суворова, отсутствовала в системе государственных наград СССР, однако существовали медали, носящие имена русских флотоводцев. В 1944 году были учреждены медали Ушакова и Нахимова. Впоследствии медаль Ушакова была сохранена в наградной системе России; кроме того, внешний вид данной награды, выполненной по проекту художника А. Л. Диодорова и капитана 1-го ранга Б. М. Хомича, практически не претерпел изменений.
Указом Президента России от 2 марта 1994 года № 442 «О государственных наградах Российской Федерации» вместе с другими наградами была учреждена медаль Суворова. Её эскиз был разработан главным художником Санкт-Петербургского монетного двора объединения «ГОЗНАК», заслуженным художником Российской Федерации Александром Васильевичем Баклановым. В Положение о медали Суворова вносились изменения, в частности, президентскими указами от 6 января 1999 года и 7 сентября 2010 года.

## Положение о медали
Согласно положению о награде, утверждённому Указом Президента Российской Федерации от 7 сентября 2010 года № 1099 «О мерах по совершенствованию государственной наградной системы Российской Федерации», медалью Суворова награждаются военнослужащие «за личное мужество и отвагу, проявленные при защите Отечества и государственных интересов Российской Федерации в боевых действиях на суше, при несении боевой службы и боевого дежурства, при участии в учениях и маневрах, при несении службы по охране государственной границы Российской Федерации, а также за отличные показатели в боевой подготовке и полевой выучке».
Медаль носится на левой стороне груди и при наличии других медалей Российской Федерации располагается после медали «За храбрость». С 2011 года «для особых случаев и возможного повседневного ношения» предусматривается ношение миниатюрной копии награды, которая располагается после миниатюрной копии медали «За храбрость».
При ношении на форменной одежде ленты медали Суворова на планке она располагается после ленты медали «За храбрость».
Награждение медалью Суворова может быть произведено посмертно.

## Описание

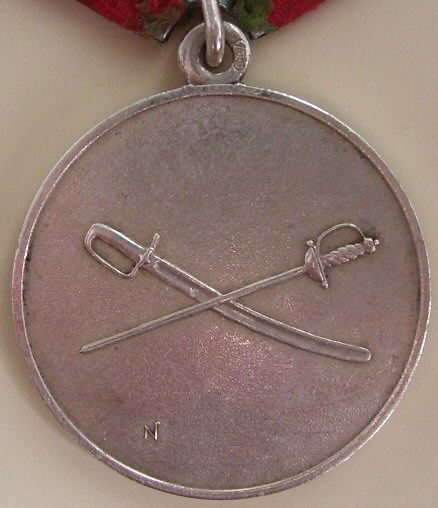
Реверс медали

Медаль Суворова изготавливается из серебра. Она имеет форму круга диаметром 32 миллиметра с выпуклым бортиком с обеих сторон.
На аверсе медали размещено профильное, обращённое влево погрудное изображение А. В. Суворова. Вдоль верхнего края расположена надпись рельефными буквами: «АЛЕКСАНДР СУВОРОВ»; в нижней части — рельефное изображение лавровых ветвей.
В центре реверса награды помещено рельефное изображение перекрещивающихся шпаги и сабли, под ним — номер медали.
Медаль при помощи ушка и кольца соединяется с пятиугольной колодкой, обтянутой шёлковой, муаровой лентой красного цвета с зелёными полосками вдоль краёв. Ширина ленты — 24 миллиметра, ширина полосок — 3 миллиметра.
При ношении на форменной одежде ленты медали Суворова используется планка высотой 8 миллиметров, ширина ленты — 24 миллиметра. Миниатюрная копия медали диаметром 16 миллиметров носится на колодке.

## Награждения

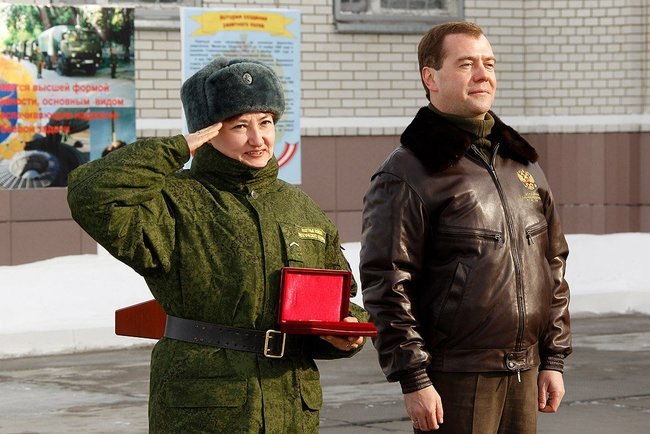
Вручение медали Суворова военнослужащей 626-го ракетного полка ефрейтору Светлане Епифановой, 21 февраля 2012 года

Первое награждение медалью было произведено в июле 1995 года. Награды за командировку в Чечню были удостоены гвардии матросы Олег Сидоров и Владимир Киш из бригады морской пехоты Балтийского флота ВМФ России. Согласно данным журнала «Коммерсантъ Власть», по состоянию на март 2014 года количество награждённых медалью Суворова составляло более 60 тысяч. Специальные льготы для лиц, удостоенных награды, законодательством не предусмотрены.
Как отмечалось в издании «Коммерсантъ Власть», подавляющее большинство награждений медалью Суворова произведено в годы первой и второй чеченских войн. Ею были награждены военнослужащие 202-й отдельной воздушно-десантной бригады, совершившие в 1999 году марш-бросок на Приштину, а также участники войны в Грузии в 2008 году. Издание Bellingcat в своём журналистском расследовании, посвящённом результатам работы с фотографиями государственных наград, которые военнослужащие России выкладывали на своих страницах в социальных сетях в 2014—2015 годах, указывало, что на основе открытых источников удалось установить 13 награждений медалью Суворова за данный период. Как утверждалось в расследовании, порядковые номера первой и последней из 13 выявленных медалей позволяют утверждать, что в период времени с ноября 2014 года по декабрь 2015 года было вручено 2570 таких медалей, а среднее число награждений медалью Суворова в день за указанный период превысило аналогичный показатель времён боевых действий в Чечне: 6,8 медалей в день в первом случае против 5,5 в день во втором. Завершение всплеска награждений медалью Суворова, который авторы расследования связывают с войной на востоке Украины, пришлось на февраль 2015 года.

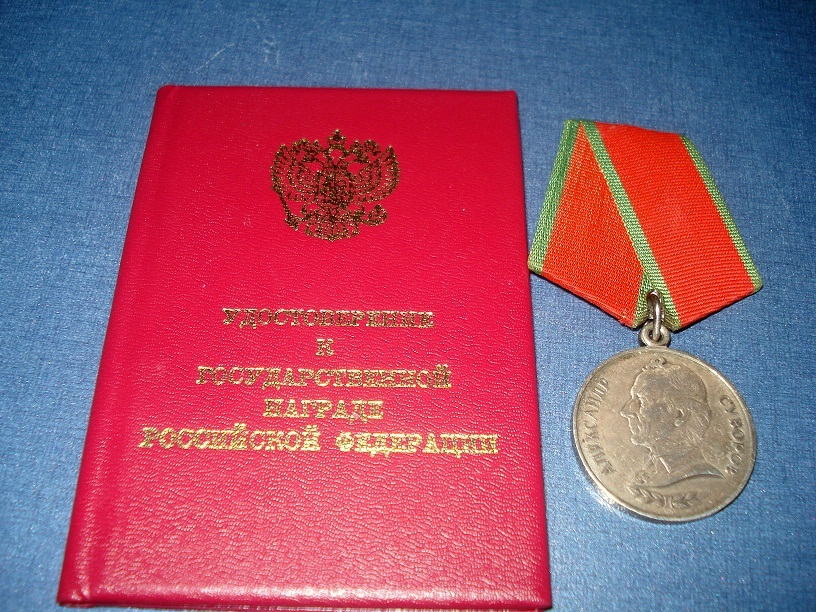
Медаль Суворова с удостоверением

Медаль Суворова рассматривается исследователями как награда для военнослужащих сухопутных войск; так, К. А. Щеголев называет медаль Ушакова «морским аналогом» медали Суворова, а медаль Нестерова — аналогичной наградой для военнослужащих военно-воздушных сил. Несмотря на то, что медаль имеет «сухопутный» статус, известны и награждения ею моряков: так, 13 июля 2009 года президент России Дмитрий Медведев вручил награды военнослужащим ВМФ, выполнявшим задачи по обеспечению безопасности морского судоходства и противодействию пиратству у берегов Сомали.
20 февраля 2014 года медалью Суворова был награждён подполковник Сергей Платонов: командир инженерно-сапёрного батальона организовал эвакуацию людей из села Ивановка в Амурской области во время наводнения осенью 2013 года.
В 2005 году средства массовой информации сообщили о том, что прапорщик Г. В. Уминский отказался от государственных наград, в частности, от медали Суворова, вернув их Министерству обороны Российской Федерации, таким образом выражая свой протест против решения Орловского областного суда по гражданскому делу о компенсации вреда, причинённого здоровью Уминского в результате боевых действий в Чечне. В публикациях изданий «Российская газета» и «Красная звезда» утверждалось, что Уминский, согласно официальным данным Минобороны, не награждался данными государственными наградами и не представлялся к ним.

## Комментарии
1. ↑  В исходной редакции Указа Президента Российской Федерации от 2 марта 1994 года № 442 «О государственных наградах Российской Федерации» закреплялось, что медалью награждаются «военнослужащие сухопутных войск, ракетных войск стратегического назначения, войск противовоздушной обороны, пограничных, внутренних, железнодорожных войск, войск гражданской обороны Российской Федерации за личное мужество и отвагу, проявленные при защите Отечества и государственных интересов Российской Федерации, при несении боевой службы и боевого дежурства, на учениях и маневрах, при несении службы по охране государственной границы, за отличные показатели в боевой подготовке и полевой выучке в период прохождения военной службы».
2. ↑  В исходной редакции Указа Президента Российской Федерации от 2 марта 1994 года № 442 «О государственных наградах Российской Федерации» закреплялось, что медаль Суворова располагается после медали «За спасение погибавших». До 23 марта 2023 года старшей наградой по отношению к медали Суворова являлась медаль «За отвагу».
3. ↑  В редакции Указа Президента Российской Федерации от 16 декабря 2011 года № 1631 Положение о медали Суворова было дополнено пунктом 2 (1) следующего содержания: «Для особых случаев и возможного повседневного ношения предусматривается ношение миниатюрной копии медали Суворова, которая располагается после миниатюрной копии медали „За отвагу“».
4. ↑  В редакции Указа Президента Российской Федерации от 15 сентября 2018 года № 519 Положение о медали Суворова было дополнено пунктом 1 (1) следующего содержания: «Награждение медалью Суворова может быть произведено посмертно».